# 斯拉武塔 (溫基夫齊區)
49°3′23″N 27°23′37″E / 49.05639°N 27.39361°E
斯拉武塔（烏克蘭語：Славута）是位於烏克蘭西部的村莊，由赫梅利尼茨基州裡赫梅利尼茨基區的溫基夫齊市鎮負責管轄。該村始建於1453年，面積0.79平方公里，海拔高度333米，2001年人口122，人口密度每平方公里153.9人。